# مثبر الاسفل (حبيل جبر)

تعديل مصدري - تعديل

مثبر الاسفل هي إحدى قرى عزلة حبيل جبر بمديرية حبيل جبر التابعة لمحافظة لحج، بلغ تعداد سكانها 163 نسمة حسب تعداد اليمن لعام 2004.